# コープ東北サンネット事業連合
生活協同組合連合会コープ東北サンネット事業連合（せいかつきょうどうくみあいれんごうかいこーぷとうほくさんねっとじぎょうれんごう）は、本部を宮城県仙台市泉区に置く、東北地方の7の生活協同組合から成る事業連合体。

## 概要
略称は「サンネット事業連合」を使用していたが、2014年3月21日の改組に伴い、現在では「コープ東北」を使用している。

## 参加組合
- 生活協同組合コープあおもり（青森市）
- 青森県民生活協同組合（青森市）
- いわて生活協同組合（滝沢市）
- みやぎ生活協同組合（仙台市泉区）...後述の理由により、福島県も事業エリアとしており、同県内のコープふくしまブランド店舗の運営も行っている
- 生活協同組合コープあきた（秋田市）...2008年、秋田市民消費生活協同組合が、準備組織を含む秋田県内2組合を吸収合併し、現在の名称とされた
- 生活協同組合共立社（鶴岡市）
- 生活協同組合コープあいづ（喜多方市）

## かつて参加していた組合
ここでは、合併、経営破綻（または、隣県の生協への事業譲渡を含む）による解散および任意脱退を含む。
- 青森県庁消費生活協同組合（青森市）...任意脱退
- 秋田県南消費生活協同組合（横手市）...生活協同組合コープあきたに吸収
- 本荘・由利地区に新しい生協を作る会（にかほ市）...後述する、由利生協の受け皿を予定して設立されたが、生活協同組合コープあきたに吸収され、コープあきたによって由利本荘・にかほ地区での事業を開始している
  - 由利生活協同組合（当時・由利郡仁賀保町）...経営破綻
- 秋田県北生活協同組合（大館市）...不動産部門などを残し、出資金や組合員等を生活協同組合コープあきたに事業譲渡後、経営破綻
- 生活協同組合コープふくしま（福島市）...宮城県南生活協同組合と共に、みやぎ生活協同組合に事業譲渡し、福島県では「コープふくしま」のブランドで店舗を手掛けている
- 福島県南生活協同組合（西白河郡矢吹町）...生活協同組合コープふくしまとともに、みやぎ生活協同組合に事業譲渡し、白河市にあった店舗は、旧コープふくしまの店舗と同様に「コープふくしま」のブランドで店舗を手掛けている。

## 沿革
- 1992年（平成4年） - いわて生協、生活協同組合共立社、みやぎ生協による任意組織「コープ東北サンネット」結成。
- 1993年（平成5年） - 「サンネット商品部」設立。
- 1994年（平成6年） - 「サンネット衣料部」設立。
- 1995年（平成7年） - 生活協同組合連合会コープ東北サンネット事業連合の設立総会を開催。厚生省より設立認可。共同購入の共同企画開始。
- 1998年（平成10年） - サンネット港物流センター稼動。
- 2001年（平成13年） - 秋田県北生活協同組合（2015年破綻）加入。
- 2003年（平成15年） - 日本生協連全国共同開発品の共同仕入開始。秋田県北生活協同組合が全店舗を閉鎖し共同購入に特化。
- 2004年（平成16年） - コープふくしま（2019年、みやぎ生活協同組合に事業譲渡）加入。新日配センター稼動。
- 2006年（平成18年） - コープあおもり、秋田市民消費生活協同組合（現在のコープあきた）加入。共同購入ドライセットセンター稼動。共同購入新システム導入。
- 2009年（平成21年） - 生活センター稼動。
- 2010年（平成22年） - 共同購入統一冷凍セットセンター稼動。
- 2012年（平成24年） - 青森県庁消費生活協同組合、青森県民生活協同組合加入。
- 2013年（平成25年） - コープあいづ、福島県南生活協同組合（2019年、みやぎ生活協同組合に事業譲渡）加入。青森県庁消費生活協同組合脱退。
- 2014年（平成26年）3月21日 - 東北地方における生協の事業の拡大と収益の改善を目的として、店舗事業本部の新設等を行ない改組。
- 2017年（平成29年）5月19日 - よこまちストアを運営するよこまちと業務提携の締結を発表[1][2]。
- 2019年（平成31年/令和元年）
  - （平成31年）3月21日 - みやぎ生活協同組合が、生活協同組合コープふくしまおよび福島県南生活協同組合の事業を譲受。みやぎ生協による、福島県内の小売店舗の名称は「コープふくしま」とされた。
  - （令和元年）7月 - スマートフォン決済「CooPay」を導入[3]。